# Устье (Ивано-Франковская область)
У́стье (укр. Устя) — село в Снятынской городской общине Коломыйского района Ивано-Франковской области Украины.
Население по переписи 2001 года составляло 1244 человека. Занимает площадь 10 км². Почтовый индекс — 78344. Телефонный код — 03476.

## Люди
В селе родились:
- Лесич Вадим (1909—1982) — украинский поэт, эссеист, публицист, искусствовед, переводчик.
- Василий Иванович Порайко (1909—1982) — украинский советский государственный деятель, юрист.